# Jessica de Abreu
Jessica De Abreu es una modelo y reina de belleza venezolana. En 2007 De Abreu tuvo el título de Miss Apure.